# Znak četvorice
Znak četvorice (eng. The Sign of the Four, 1890.) je kriminalistički roman sir Arthura Conana Doylea, iz serije priča o detektivu Sherlocku Holmesu i njegovom asistentu dr. Watsonu. Radnja se zbiva u Londonu 1889.

## Radnja
Tijekom indijske bune protiv britanskih kolonijalnih vlasti 1857. četvorica ljudi, tri Indijca i jedan Englez, su ubojstvom došli u posjed golemog blaga u draguljima i sakrili ga u tvrđavi Agri. No uhvaćeni su i zbog ubojstva osuđeni na doživotnu robiju na Andamanskim otocima. Da bi se izvukli iz zatvora pristali su prepustiti petinu blaga svojim čuvarima, časnicima Britanske vojske, bojniku Sholtu i satniku Morstanu. No Sholto je izigrao svoje suradnike, dokopao se blaga i napustio vojsku te se nastanio u Londonu. Jedan od četvorice zatočenika, Jonathan Small, uspije pobjeći i kreće u osvetu nad prevrtljivim ortakom. Ubija ga u Londonu 1889. Holmes i Watson istražuju Sholtovo ubojstvo a Watson upoznaje svoju buduću suprugu, Mary Morstan.